# Vilma Bánky
Vilma Bánky Koncsics (Nagydorog, 9 gennaio 1901 – Los Angeles, 18 marzo 1991) è stata un'attrice ungherese, diva del cinema muto statunitense.

## Biografia
Primogenita di János Bánky Koncsics e Katalin Ulbert, nacque a Nagydorog in Ungheria. Dotata di una bellezza eterea e delicata, una seducente chioma bionda e splendidi occhi blu, Vilma Bánky iniziò a lavorare poco più che ventenne in alcuni film in Ungheria e in Francia. Nel 1925 venne notata dal produttore hollywoodiano Samuel Goldwyn che la portò in America e la scritturò.
Dopo aver imparato la lingua inglese, a partire dalla metà degli anni venti del Novecento, la Bánky conquistò le platee americane in una serie di film muti sentimentali nei quali recitò con altri divi dello schermo, come Ronald Colman e Rodolfo Valentino, che affiancò anche nel suo ultimo film d'avventura, Il figlio dello sceicco (1926).
Nel 1927 sposò l'attore Rod La Rocque, con il quale resterà fino alla morte, avvenuta nel 1969.
Con l'avvento del cinema sonoro, la sua carriera entrò in fase di declino e nel 1933 l'attrice abbandonò Hollywood. Negli anni seguenti trascorse il tempo dedicandosi alla sua passione, il golf, e occupandosi di una fondazione di beneficenza, la The Banky - La Rocque Foundation.
Morì all'età di novant'anni per arresto cardiaco.

## Premi e riconoscimenti
Per il suo contributo all'industria cinematografica, le venne assegnata una stella sulla Hollywood Walk of Fame al 7021 di Hollywood Blvd.

## Galleria d'immagini

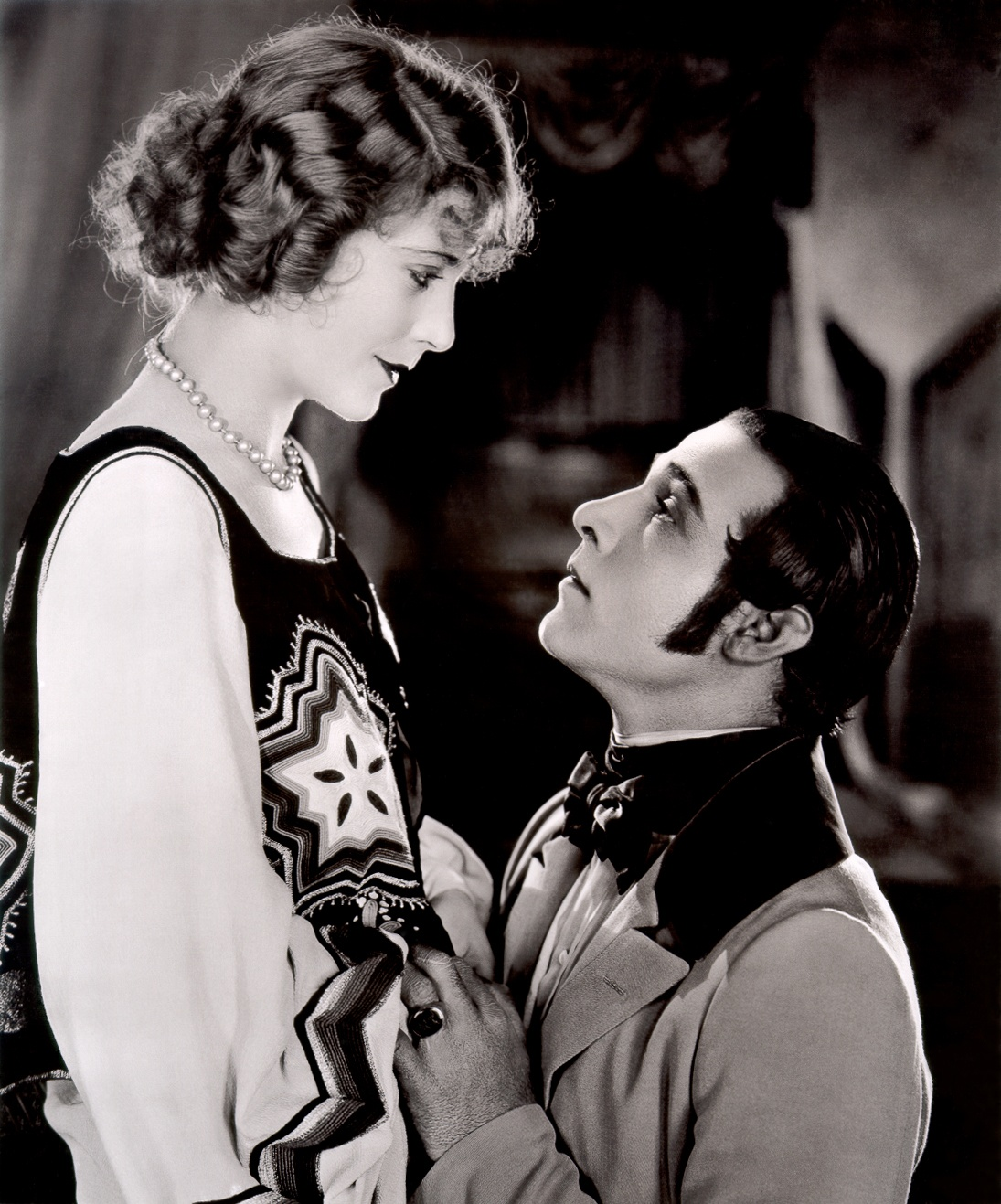
L'aquila (1925)
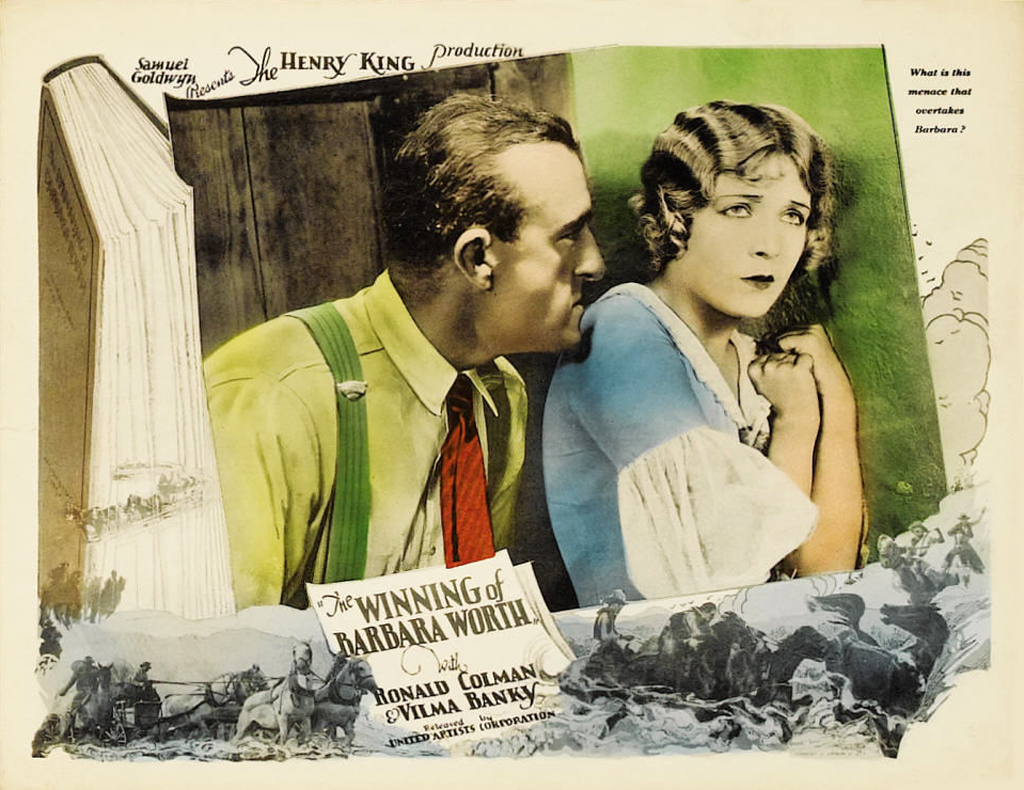
The Winning of Barbara Worth (1926)
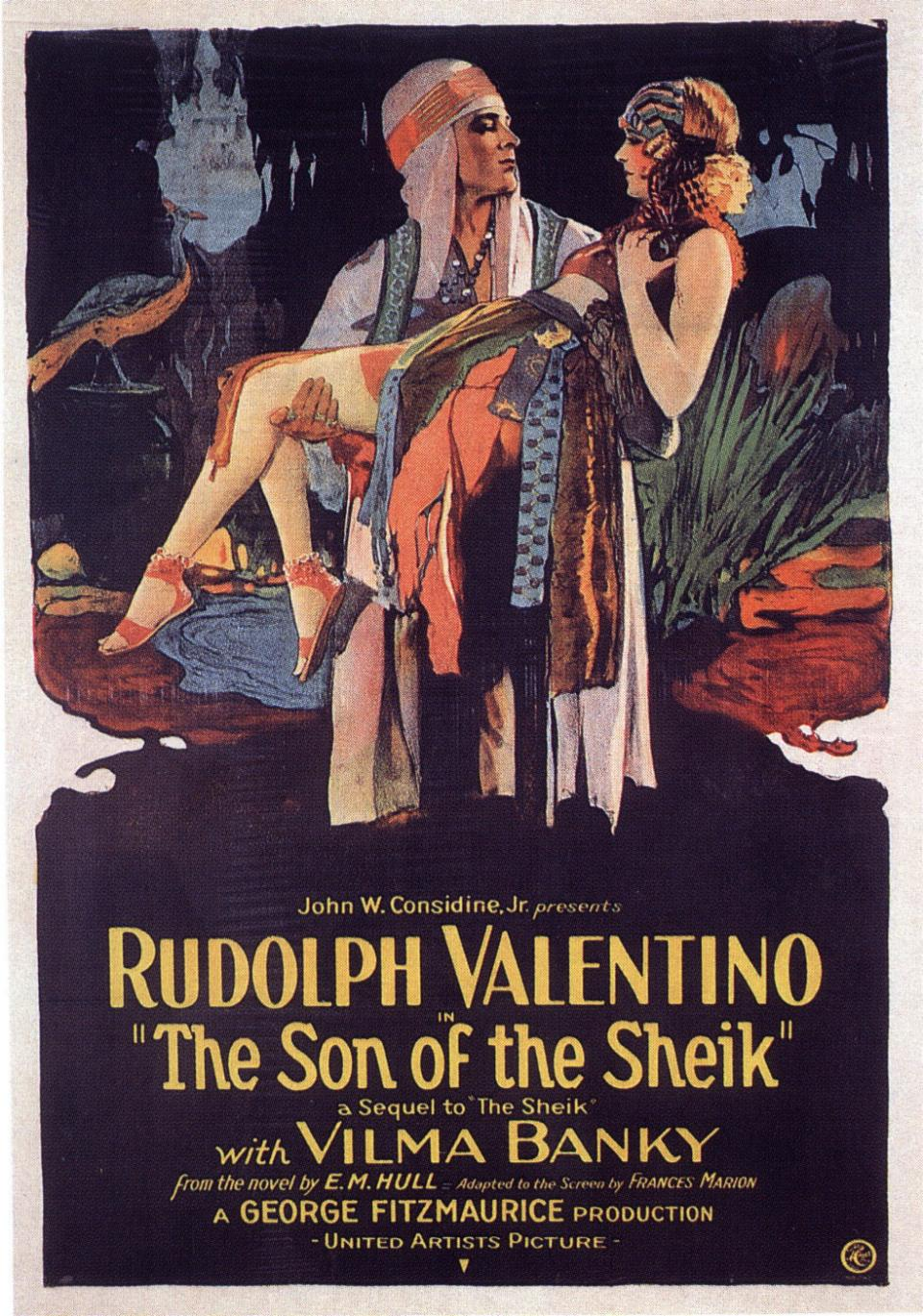
Il figlio dello sceicco (1926)
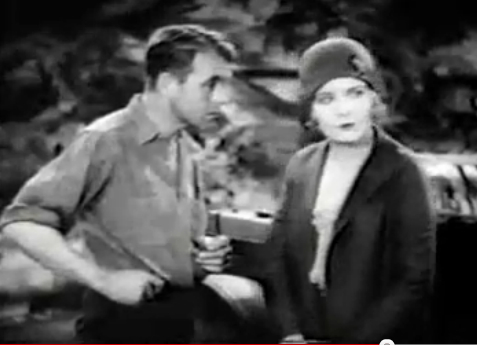
Notte di peccato (1930)

## Filmografia
- Im letzten Augenblick, regia di Carl Boese (1919)
- Veszélyben a pokol, regia di Béla Balogh (1921)
- Tavaszi szerelem, regia di Géza von Bolváry (1921)
- Galathea, regia di Béla Balogh (1921)
- Schattenkinder des Glücks, regia di Franz Osten (1922)
- Kauft Mariett-Aktien (1922)
- A Halott szerelme (1922)
- Das Bildnis (1923)
- Der Zirkuskönig (1924)
- Hotel Potemkin, regia di Max Neufeld (1924)
- Das verbotene Land (1924)
- Das schöne Abenteuer, regia di Manfred Noa (1924)
- The Dark Angel, regia di George Fitzmaurice (1925)
- Soll man heiraten? (1925)
- L'aquila, conosciuto anche come Aquila nera (The Eagle, 1925), regia di Clarence Brown (1925)
- Il figlio dello sceicco (The Son of the Sheik), regia di George Fitzmaurice (1926)
- Fiore del deserto (The Winning of Barbara Worth), regia di Henry King (1926)
- The Night of Love, regia di George Fitzmaurice (1927)
- The Magic Flame, regia di Henry King (1927)
- Die Dame von Paris, regia di Manfred Noa (1927)
- Vigilia d'amore (Two Lovers), regia di Fred Niblo (1928)
- Il risveglio (The Awakening), regia di Victor Fleming (1928)
- Nuovo mondo (This Is Heaven) (1929)
- Notte di peccato (A Lady to Love), regia di Victor Sjöström (1930)
- Die Sehnsucht jeder Frau, regia di Victor Sjöström (1930)
- The Rebel (versione inglese de Il grande agguato), regia di Edwin H. Knopf e Luis Trenker (1933)